# إي. أو. إي. بيريرا
إي. أو. إي. بيريرا هو مهندس سريلانكي، ولد في 13 سبتمبر 1907 في كولمبو في سريلانكا، وتوفي بنفس المكان في 1988.